# Ken Andrews
Ken Andrews, nascido Kenneth Andrew Doty (Seattle, 18 de junho de 1967), é um músico estadunidense, cantor, compositor e produtor musical, conhecido por sua atuação na banda de rock alternativo Failure.

## Biografia
Andrews nasceu em Seattle, Washington em 1967. Mudou-se posteriormente para Los Angeles a fim de estudar cinema.
Em 1990, ao lado de Greg Edwards, fundou a banda Failure, na qual exerceu as funções de vocalista, guitarrista e baixista. Em paralelo, integrou o grupo Replicants, formado por Greg Edwards (Failure), Paul D’Amour (Tool) e Chris Pitman. Mais tarde, constituiu os projetos ON e Year of the Rabbit.
Em 1997, afastou-se de suas atividades no Failure, cujo término foi influenciado por tensões internas, parcialmente relacionadas ao uso de substâncias psicoativas por alguns membros. Posteriormente, dedicou-se à produção e engquaenharia de som, colaborando com artistas como Nine Inch Nails, Beck, A Perfect Circle, Tenacious D e Black Rebel Motorcycle Club.
Em 2006, participou da produção da canção “You Know My Name”, interpretada por Chris Cornell no filme Casino Royale. No ano seguinte, lançou seu primeiro álbum como cantor solo, Secrets of the Lost Satellite, acompanhado por uma turnê nos Estados Unidos. 
Em 2013, atuou como engenheiro de mixagem no quarto álbum de estúdio da banda Paramore. No ano seguinte, anunciou seu retorno ao Failure, após 16 anos fora da banda, participando no mesmo ano de um concerto em comemoração ao aniversário de 50 anos de Maynard James Keenan.
 

Em fevereiro de 2025, participou de concerto beneficente organizado por Hayley Williams, ao lado de Björk.